# Cheyenne Rosenthal
Cheyenne Rosenthal (Brilon, 23 luglio 2000) è una slittinista tedesca, vincitrice di quattro titoli mondiali -due nel doppio, uno nel doppio sprint ed uno nella gara a squadre-.

## Biografia

### Carriera sportiva

#### Stagioni 2016-2019

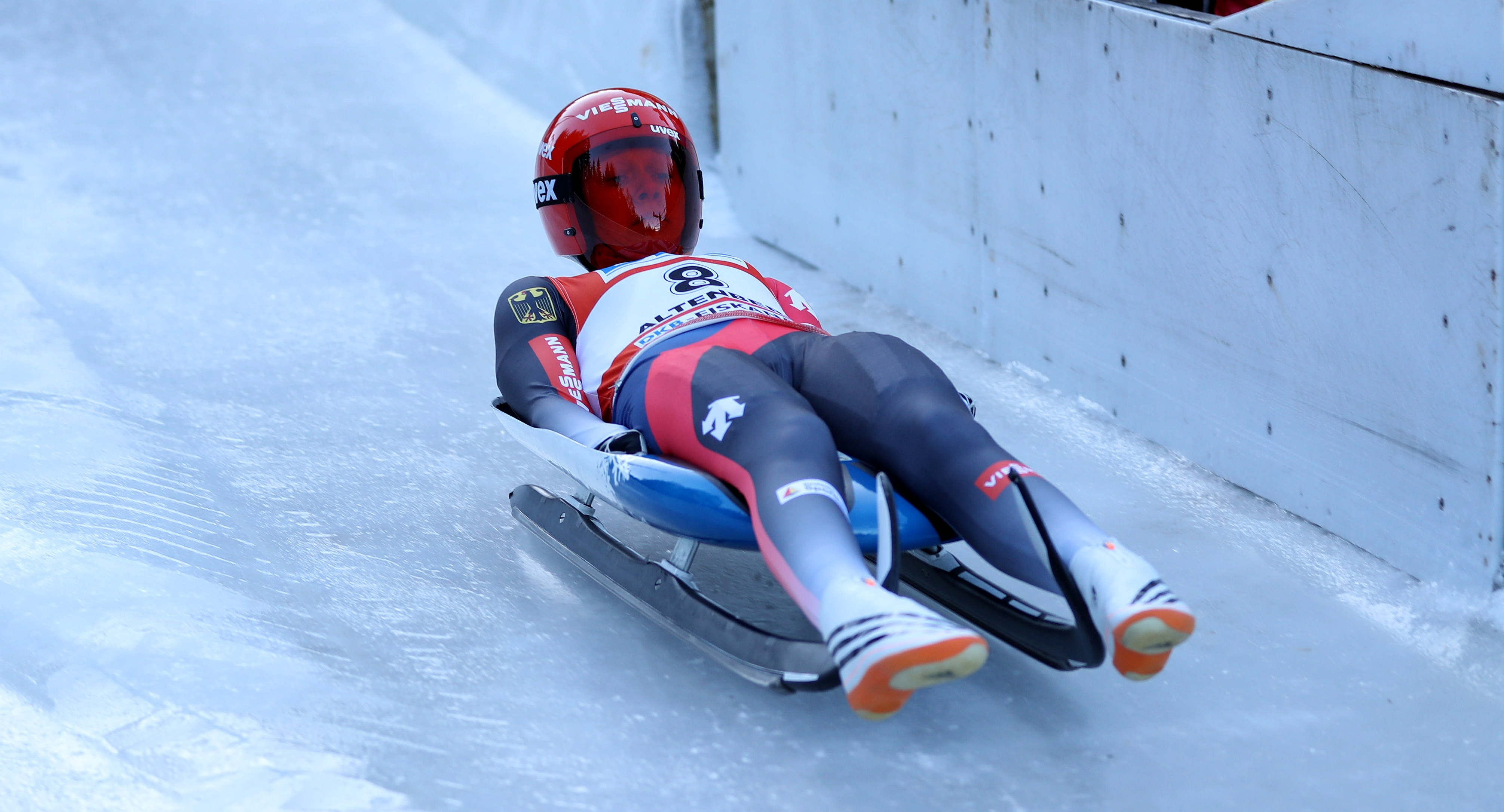
Rosenthal in gara ai mondiali juniores di Altenberg 2018.

Iniziò a gareggiare per la nazionale tedesca nel singolo nella categoria giovani nel 2015, prendendo parte alla Coppa del Mondo 2015/16 terminata in nona posizione; l'anno successivo, pur essendo nei limiti previsti per poter competere in quella stessa classe di età, partecipò a quella junior, chiudendo al quinto posto finale, ottenne la medaglia di bronzo agli europei juniores di Oberhof 2017 e giunse decima ai mondiali di categoria di Sigulda 2017.
La stagione seguente, sempre tra le junior, conquistò la vittoria nella classifica di Coppa del Mondo e la medaglia d'oro ai campionati continentali di Winterberg 2018 sia nel singolo sia nella prova a squadre, mentre ai mondiali di Altenberg 2018 concluse undicesima nella gara individuale; Iniziò il 2018/19 partecipando ai campionati nazionali assoluti dove ottenne il quinto posto nel singolo e la seconda posizione nella staffetta, mentre a livello internazionale concluse in sesta piazza la Coppa del Mondo juniores, in settima gli europei di categoria di Sankt Moritz 2019 e conquistò la medaglia d'oro nel singolo e quella d'argento nella gara a squadre ai campionati iridati juniores di Innsbruck 2019.

#### Stagioni 2020-2022

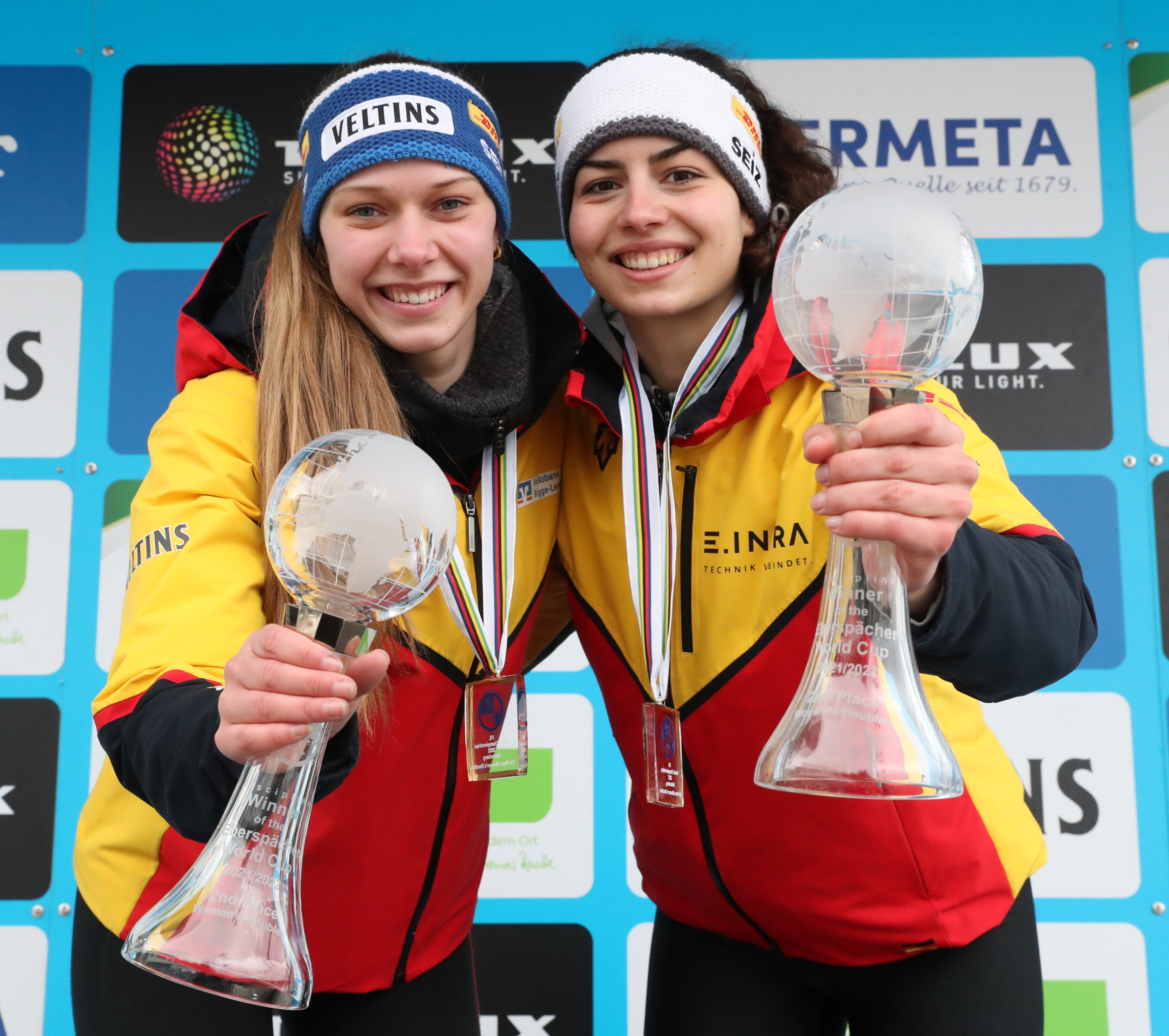
Rosenthal (a sinistra) e Degenhardt con il trofeo per le seconde classificate nella Coppa del Mondo 2021/22.

Dopo aver chiuso in quarta posizione nel campionato tedesco, il 23 novembre 2019 ad Innsbruck fece il suo esordio nella Coppa del Mondo assoluta, terminando la gara del singolo al nono posto; in quella stessa edizione 2019/20 conquistò il suo primo podio, il 14 dicembre 2019 a Whistler, giungendo terza nel singolo sprint e concludendo poi la classifica generale al decimo posto. Ottenne la diciannovesima piazza ai campionati europei di Lillehammer 2020, mentre ai mondiali di Soči 2020 giunse ottava nel singolo, decima nel singolo sprint e colse la medaglia d'argento nella speciale classifica riservata alle atlete under 23. L'annata seguente bissò la quarta piazza nel campionato nazionale e vinse il bronzo nella prova a squadre; in Coppa del Mondo prese parte soltanto a cinque delle nove tappe in programma, raggiungendo il quinto posto a Sankt Moritz come miglior risultato e chiuse la stagione in quindicesima posizione; nelle restanti tappe, così come ai mondiali Schönau am Königssee 2021 le fu invece preferita la connazionale Anna Berreiter.
Il 2021/22 cominciò ai campionati tedeschi ad Altenberg dove ottenne il quinto posto nell'individuale ed il terzo nella staffetta; non riuscì a qualificarsi nella squadra nazionale che prese parte alla stagione di Coppa nel singolo, tuttavia, come ebbe a dire la stessa Rosenthal, "a volte le porte si aprono mentre altre si chiudono": fu infatti scelta quale nuova compagna di Jessica Degenhardt per gareggiare in quella che fu la stagione di debutto del doppio femminile a livello assoluto in Coppa del Mondo, che si disputò con le modalità di "gara nella gara" per atlete di qualsiasi età durante il circuito di Coppa juniores, conquistò il 2 dicembre 2021 la vittoria nella competizione inaugurale di La Plagne e vinse le altre tre gare di Coppa a cui prese parte, terminando così in seconda piazza nella classifica, alle spalle del duo formato dalle connazionali Luisa Romanenko e Pauline Patz che invece disputò tutte e sei le prove in programma; le due gare in cui non gareggiò
fu poiché impegnata in concomitanti tappe di Coppa nel singolo: fu convocata per la Nation Cup ad Altenberg e rimpiazzò Dajana Eitberger nelle ultime due prove stagionali, ottenendo un quinto posto ad Oberhof e non riuscendosi a qualificare per la gara di Sankt Moritz, concludendo alla quarantesima posizione della graduatoria generale; partecipò inoltre al primo mondiale assoluto di doppio femminile a Winterberg 2022 in cui conquistò la medaglia d'oro. 

#### Stagioni 2023-2025

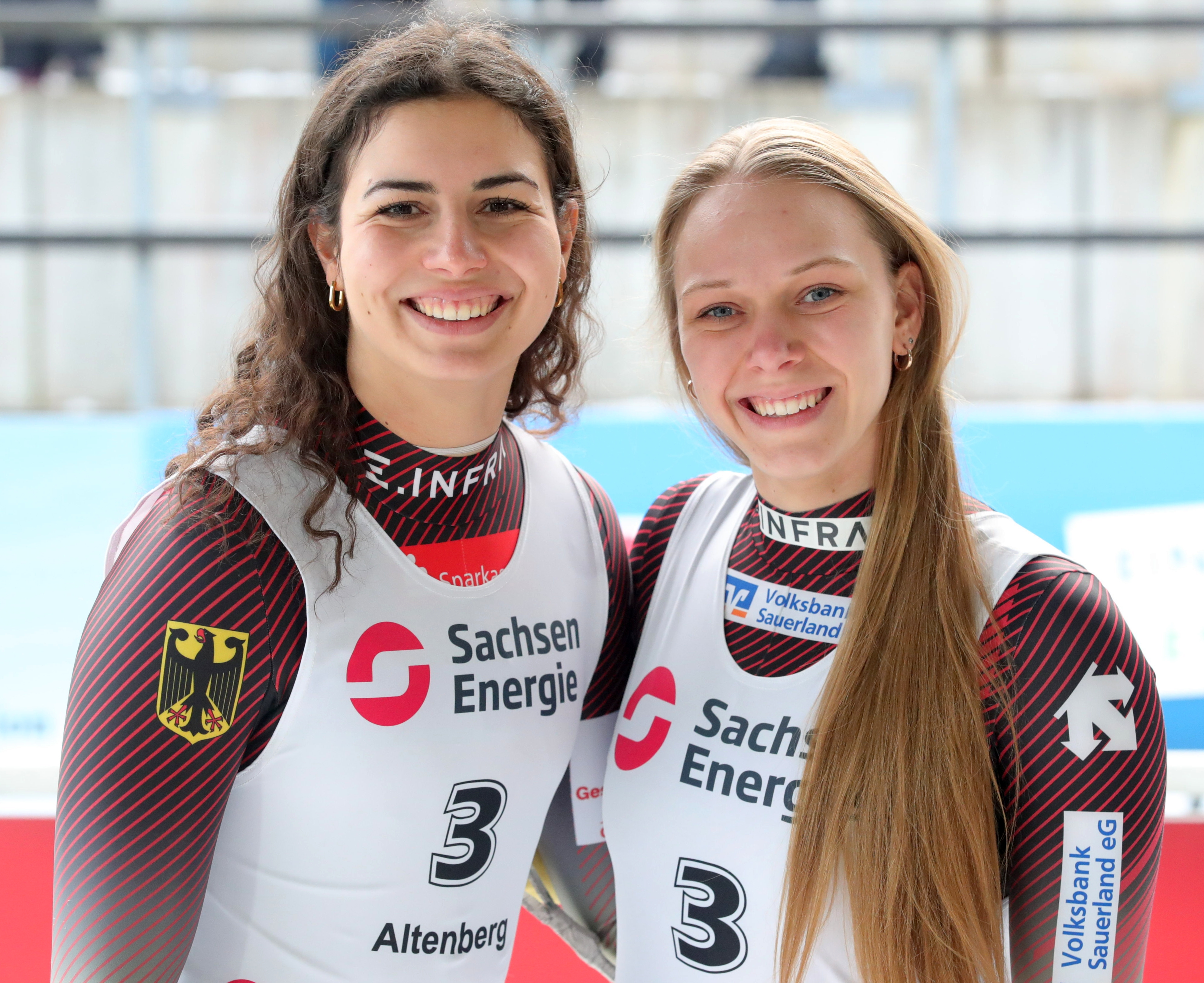
Rosenthal (a destra) e Degenhardt ai campionati nazionali di Altenberg 2024.

Dal 2022/23, dopo non essere nuovamente riuscita ad entrare nel gruppo nazionale per il singolo pur avendo conquistato il terzo posto ai campionati tedeschi, gareggiò esclusivamente nella disciplina a coppie: vinse il titolo nazionale, giunse al terzo posto nella classifica di Coppa del Mondo grazie ai dieci podi ottenuti in stagione, comprese le vittorie conseguite sulle piste di Winterberg e di Sankt Moritz, colse la medaglia di bronzo ai campionati europei di Sigulda 2023 ed ai mondiali di Oberhof 2023 trionfò sia nella prova del doppio sia in quella del doppio sprint; in queste due ultime competizioni ottenne inoltre rispettivamente il secondo ed il primo posto nelle speciali graduatorie relative alle under 23.
L'annata seguente bissò la vittoria nel campionato nazionale, aggiudicandosi anche quello a squadre, si piazzò in seconda posizione in Coppa e, con sei successi di tappa, trionfò in quella di specialità classica; nella rassegna continentale di Innsbruck 2024 conquistò la medaglia d'oro nella gara a coppie e quella d'argento nella staffetta, mentre in quella iridata di Altenberg 2024 fu quattordicesima nella prova sprint e tredicesima in quella del doppio.
Nella stagione 2024/25, con la vittoria ottenuta sulla pista di Pyeongchang ed ulteriori sette secondi posti, si piazzò nuovamente in seconda posizione nella Coppa del Mondo, conquistò la medaglia d'argento ai campionati continentali di Winterberg 2025 sia nel doppio sia nella gara a squadre ed in quelli iridati di Whistler 2025 vinse l'oro nella prova a squadre, l'argento in quella a coppie ed il bronzo nella neonata specialità della staffetta mista doppio, insieme a Degenhardt ed ai connazionali Tobias Wendl e Tobias Arlt.

## Palmarès

### Mondiali
- 6 medaglie:
  - 4 ori (doppio a Winterberg 2022; doppio, doppio sprint ad Oberhof 2023; gara a squadre a Whistler 2025).
  - 1 argento (doppio a Whistler 2025);
  - 1 bronzo (staffetta mista doppio a Whistler 2025).

### Europei
- 5 medaglie:
  - 1 oro (doppio ad Innsbruck 2024);
  - 3 argenti (gara a squadre ad Innsbruck 2024; doppio, gara a squadre a Winterberg 2025);
  - 1 bronzo (doppio a Sigulda 2023).

### Mondiali under 23
- 2 medaglie:
  - 1 oro (doppio ad Oberhof 2023);
  - 1 argento (singolo a Soči 2020).

### Europei under 23
- 1 medaglia:
  - 1 argento (doppio a Sigulda 2023).

### Mondiali juniores
- 2 medaglie:
  - 1 oro (singolo ad Innsbruck 2019);
  - 1 argento (gara a squadre ad Innsbruck 2019).

### Europei juniores
- 3 medaglie:
  - 2 ori (singolo, gara a squadre a Winterberg 2018);
  - 1 bronzo (singolo ad Oberhof 2017).

### Coppa del Mondo
- Miglior piazzamento in classifica generale di Coppa del Mondo nel singolo: 10ª nel 2019/20.
- Miglior piazzamento in classifica generale di Coppa del Mondo nel doppio: 2ª nel 2021/22, nel 2023/24 e nel 2024/25.
- Vincitrice della Coppa del Mondo di specialità nel doppio nel 2023/24.
- 42 podi (1 nel singolo sprint, 28 nel doppio, 1 nel doppio sprint, 2 nelle staffette miste doppio, 10 nelle gare a squadre):
  - 20 vittorie (13 nel doppio, 2 nelle staffette miste doppio, 5 nelle gare a squadre);
  - 16 secondi posti (11 nel doppio, 5 nelle gare a squadre);
  - 6 terzi posti (1 nel singolo sprint, 4 nel doppio, 1 nel doppio sprint).

#### Coppa del Mondo - vittorie
| Data             | Luogo        | Paese         | Disciplina                                                                                          |
| ---------------- | ------------ | ------------- | --------------------------------------------------------------------------------------------------- |
| 2 dicembre 2021  | La Plagne    | Francia       | Doppio con Jessica Degenhardt                                                                       |
| 3 dicembre 2021  | La Plagne    | Francia       | Doppio con Jessica Degenhardt                                                                       |
| 17 dicembre 2021 | Oberhof      | Germania      | Doppio con Jessica Degenhardt                                                                       |
| 18 dicembre 2021 | Oberhof      | Germania      | Doppio con Jessica Degenhardt                                                                       |
| 11 febbraio 2023 | Winterberg   | Germania      | Doppio con Jessica Degenhardt                                                                       |
| 18 febbraio 2023 | Sankt Moritz | Svizzera      | Doppio con Jessica Degenhardt                                                                       |
| 15 dicembre 2023 | Whistler     | Canada        | Doppio con Jessica Degenhardt                                                                       |
| 16 dicembre 2023 | Whistler     | Canada        | Gara a squadre con Julia Taubitz, Tobias Wendl, Tobias Arlt, Max Langenhan e Jessica Degenhardt     |
| 6 gennaio 2024   | Winterberg   | Germania      | Doppio con Jessica Degenhardt                                                                       |
| 7 gennaio 2024   | Winterberg   | Germania      | Gara a squadre con Anna Berreiter, Tobias Wendl, Tobias Arlt, Max Langenhan e Jessica Degenhardt    |
| 13 gennaio 2024  | Innsbruck    | Austria       | Doppio con Jessica Degenhardt                                                                       |
| 10 febbraio 2024 | Oberhof      | Germania      | Doppio con Jessica Degenhardt                                                                       |
| 11 febbraio 2024 | Oberhof      | Germania      | Gara a squadre con Merle Fräbel, Hannes Orlamünder, Paul Gubitz, Max Langenhan e Jessica Degenhardt |
| 25 febbraio 2024 | Sigulda      | Lettonia      | Doppio con Jessica Degenhardt                                                                       |
| 2 marzo 2024     | Sigulda      | Lettonia      | Doppio con Jessica Degenhardt                                                                       |
| 3 marzo 2024     | Sigulda      | Lettonia      | Gara a squadre con Anna Berreiter, Tobias Wendl, Tobias Arlt, Felix Loch e Jessica Degenhardt       |
| 5 gennaio 2025   | Sigulda      | Lettonia      | Gara a squadre con Merle Fräbel, Tobias Wendl, Tobias Arlt, Max Langenhan e Jessica Degenhardt      |
| 26 gennaio 2025  | Oberhof      | Germania      | Staffetta mista doppio con Tobias Wendl, Tobias Arlt e Jessica Degenhardt                           |
| 15 febbraio 2025 | Pyeongchang  | Corea del Sud | Doppio con Jessica Degenhardt                                                                       |
| 16 febbraio 2025 | Pyeongchang  | Corea del Sud | Staffetta mista doppio con Toni Eggert, Florian Müller e Jessica Degenhardt                         |

### Coppa del Mondo juniores
- Vincitrice della Coppa del Mondo juniores nel singolo nel 2017/18.

### Coppa del Mondo giovani
- Miglior piazzamento in classifica di Coppa del Mondo giovani nel singolo: 9ª nel 2015/16.

### Campionati tedeschi
- 9 medaglie:
  - 5 ori (doppio ad Oberhof 2023; doppio, gara a squadre ad Altenberg 2024; doppio, gara a squadre a Winterberg 2025);
  - 1 argento (gara a squadre a Winterberg 2019);
  - 3 bronzi (gara a squadre a Schönau am Königssee 2021; gara a squadre ad Altenberg 2022; singolo ad Oberhof 2023).